# ロバストネス
ロバストネス（英: robustness）とは、ある系が応力や環境の変化といった外乱の影響によって変化することを阻止する内的な仕組み、または性質のこと。頑強性（がんきょうせい）、頑健性（がんけんせい）、堅牢性（けんろうせい）、ロバスト性とも言う。
ロバストネスを持つような設計をロバスト設計、ロバストネスを最適化することをロバスト最適化という。
「頑強な」という意味の形容詞 "robust" が語源であり、他に頑強性、強靭性、堅牢性、強さなどと呼称されることもある。

## 概要
さまざまな分野で、ロバストネスは次のような意味で使われることがある。
生物学
進化については諸説あるが、生物は種の生存（競争）のために生育環境の変化に対応して形態・形質を変化させ対応してきた。これは、世代交代を利用したロバストネスの現れ方の一つである
個体レベルでみると、免疫系や恒常性（ホメオスタシス）がロバストネスの典型的な例である。
情報工学
コンピュータシステムの実行中のエラーやおかしな入力に対応すること。ロバストネス (コンピュータ)。いくつかの手法があるが、たとえば、チェックサムを仕込んでプログラムやバイナリデータのデータ改変を検知する機能を持たせる。ファジングを行って、開発者にとって想定の範囲外のデータ入力に対する脆弱性を評価するなどの手法がある。
データの破損対策や安定な保持は情報工学における重要なテーマであり、RAIDや誤り検出訂正といった技術が開発、運用され、改良され続けている。
統計学
ある統計モデルの、外乱に対する安定性を数理的に評価する手法として、ロバストネス分析が存在する。
経済学
経済学においては、市場における変動と、それに対する安定性の評価などに用いられる。また、金融工学における不確定性のある取引における意思判断にもこれを援用した理論が用いられる。
制御工学
制御工学には、モデルに不確かさが存在する状況においても一定の性能を維持する制御器の設計手法として、ロバスト制御という方法がある。モデルの不確かさの性能への影響の最悪値を最小化するミニマックス法がロバストな制御系を設計する主な手法であり、特に線形システムに対するH∞制御理論は数値計算の観点からも優れた手法である。